# Хутор (Могилёвская область)
Хутор (бел. Хутар) — деревня в составе Холстовского сельсовета Быховского района Могилёвской области Белоруссии.
Население в 2010 году — 65 человек.

## История
В 1913 году действовала церковно-приходская школа (в 1913 г. 23 м. и 16 д.).